# Gerard Tomo Stantić
Sluga Božji o. Gerard Tomo od svetoga Stjepana kralja (Stantić), OCD (rođen kao Tomo Stantić; Đurđin, 16. rujna 1876. – Sombor, 24. lipnja 1956.) bio je bački hrvatski katolički svećenik, karmelićanin. Od 1985. godine nosi naslov sluga Božji.

## Životopis

### Mladost i obrazovanje
Rodio se u bačkom selu Đurđinu od roditelja Jose Stantića i Đule (Julije) Jagić. Za karmelićanina se zaredio u Grazu 9. rujna 1896. godine, a 11. rujna 1897. položio je svečane redovničke zavjete. Studirao je bogoslovlje, a nakon studija, 1902. se zaredio za svećenika.

### Pastoralna služba
Bio je prvim Hrvatom, odnosno jedinom osobom koja je znala govoriti hrvatski među svećenicima u novoosnovanom (1904.) karmelićanskom samostanu u Somboru (drugi Hrvat redovnik u samostanu nije bio svećenik, nego vratar), koji je onda pripadao mađarskoj karmelskoj provinciji.
U svom radu je o. Gerard Tomo Stantić bio uzoran i revnostan prema pripadnicima svih naroda, kako svojim Hrvatima, tako i Mađarima i Nijemcima. Kao svećenik se pokazao uzoritim u radu, ispovijedavanju te brižnim prema bolesnicima. Planirao je dovesti karmelićane u Hrvatsku, a ostvarenju njegova nauma je pomogao nadbiskup Alojzije Stepinac. Planove je omeo Drugi svjetski rat, a konačno ostvarenje njegovog plana se zbilo tek poslije njegove smrti, 1959. godine, kada karmelićani dolaze u Zagreb (Remete), gdje su 1960. osnovali samostan, a kasnije i u Split te na otok Krk. Umro je 24. lipnja 1956. godine. Njegovi posmrtni ostaci počivaju u samostanskoj crkvi somborskih karmelićana.

## Djela
Najveći dio pisane ostavštine o. Gerarda ostao je u rukopisu i postupno se postumno objavljuje.
- Naš maleni čudotvorni kralj (1918.)[3]
- Križni put i sakrament svete ispovijedi (2011.)[4]
- Otajstvom Isusova djetinjstva do mistike : ulomci iz pisane riječi o. Gerarda Tome Stantića (2017.)[5]
- Božja blizina : misli sluge Božjega o. Gerarda Tome Stantića (2019.)[6]

## Štovanje

### Sluga Božji
Njegova uzoritost u radu, ispovjednička blagost i velika brižnost prema bolesnicima je pridonijela tome da se za njega danas vodi postupak proglašenja blaženim. Postupak na razini subotičke biskupije otpočeo je 1985. godine, a 25. lipnja 2003. je sjednicom koje je održalo sudište u kauzi kanonizacije Sluge Božjega Gerarda Tome Stantića završen prvi stupanj prema njegovoj beatifikaciji.
Isto biskupsko sudište je održano nakon niza sjednica u Somboru i Subotici te saslušavanja mišljenja vicepostulatora i promicatelja pravde. Na sudištu je donijet akt o proglašenju završnog dijela kauze koji se sastojao u istraživanju i prepisivanju akata iz toga postupka. U postupku za proglašenje blaženim sluge Božjega o. Gerarda Tome Stantića je vicepostulator bio o. Ante Stantić, a sam proces vicepostulature je trajao 20 godina.
Svake godine 24. lipnja obilježava se obljetnica njegove smrti, Gerardovo.

### Otac Gerard
Godine 2009. pokrenut je Otac Gerard : glasilo Vicepostulature za upoznavanje Sluge Božjega o. Gerarda Tome Stantića, karmelićanina. Izlazi dva puta godišnje, na hrvatskom i mađarskom jeziku, a dosadašnji glavni urednici bili su Mato Miloš i Tiho Radan.

## Spomen
U somborskom samostanu od 2005. godine djeluje Duhovni centar o. Gerarda u kojem se organiziraju duhovne vježbe za svećenike, redovnike, redovnice i vjernike svih životnih dobi, a tijekom korizme i Korizmene duhovne večeri.
Gerard Tomo Stantić postao je i umjetničkom temom te mu je portret u tehnici slame izradila Marija Ivković Ivandekić.

## Vanjske poveznice
Mrežna mjesta
- Otac Gerard  Arhivirana inačica izvorne stranice od 12. kolovoza 2021. (Wayback Machine), službene stranice Vicepostulature sluge Božjega oca Gerarda Tome Stantića
- Otac Gerard, facebook stranice vicepostulature
- »Hitam u nebo da poljubim Isusa s Majkom« : misli o Velikoj Gospi sluge Božjega oca Gerarda Tome Stantića, karmelićanina (1876. – 1956.), Advocata Croatie 69/2019. (str. 5)
- karmel.hr, službeno mrežno mjesto Hrvatske karmelske provincije